# Мотовило

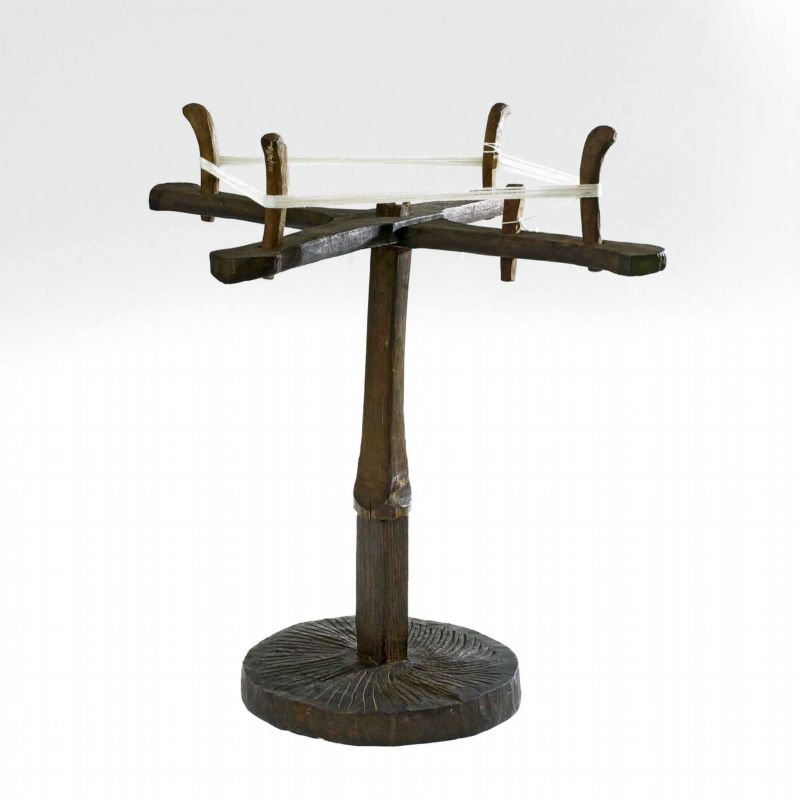
Обертове мотовило («витушка»). На «кониках» («качечках») намотана пряжа.

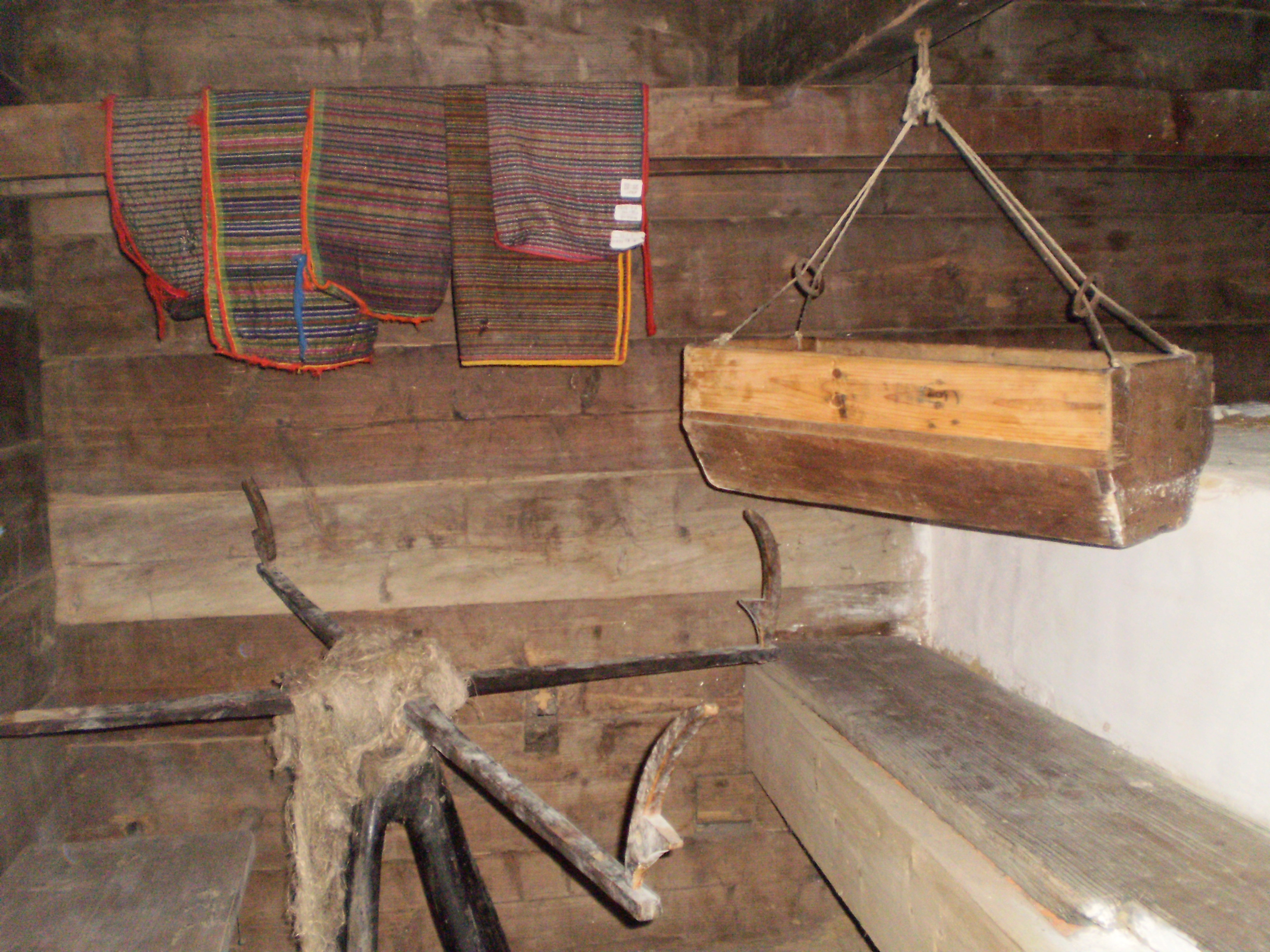
Гуцульська витушка. Музей народної архітектури та побуту Прикарпаття

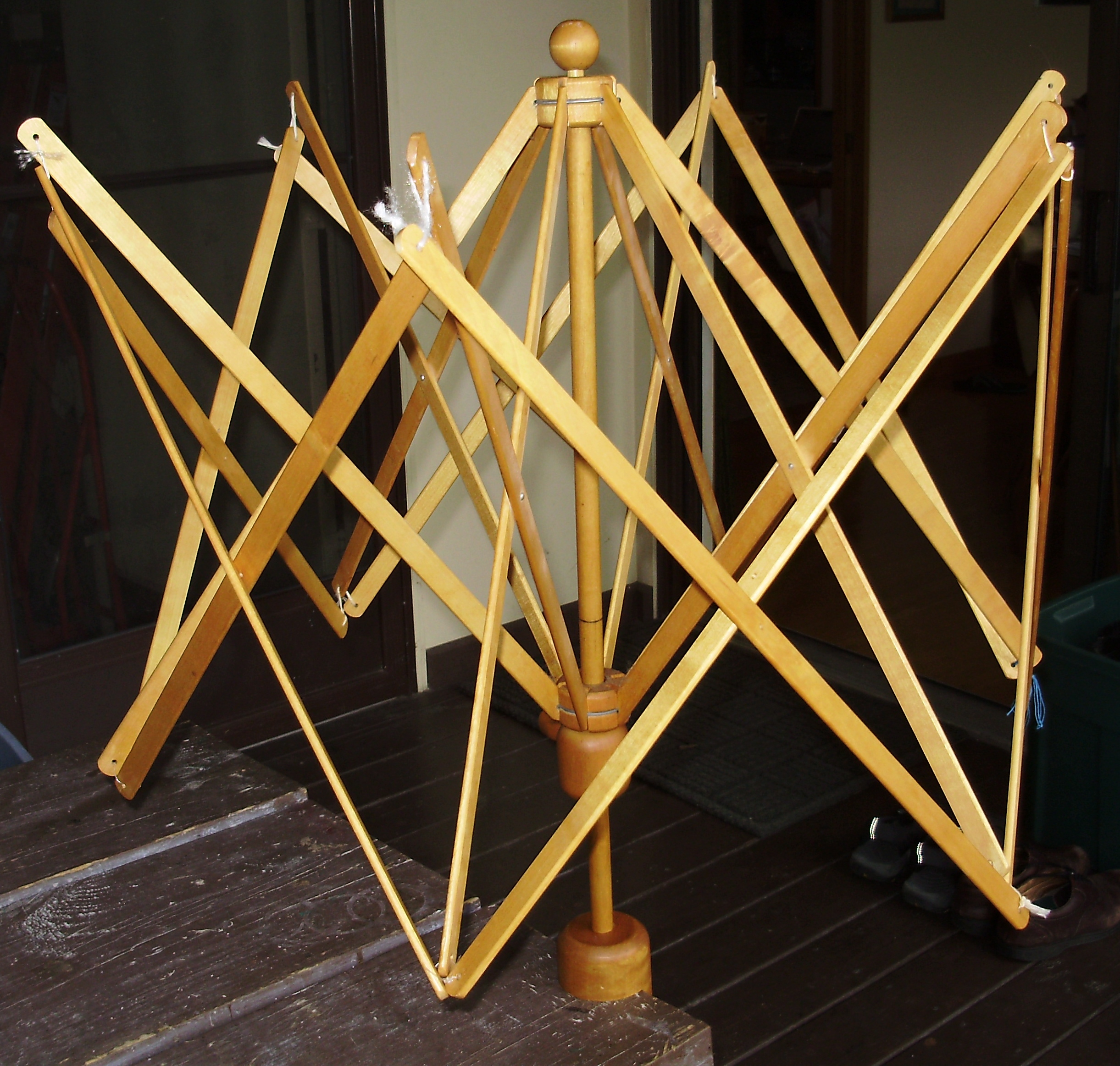
Мотовило-парасолька

Мотови́ло (прасл. *motovidlo, від *motati — «мотати» + *vidlo — «вилка») — пристрій для змотування ниток, пряжі. За допомогою мотовила готову пряжу перемотували з веретена в мотки, воно полегшувало змотування, запобігало заплутуванню і зав'язуванню нитки.
Мотовила більше не використовують на текстильному виробництві, але побутують серед в'язальниць спицями і гачком, які вживають пряжу в мотках. Мотовило також можуть використовувати для намотування утокової нитки, перед її заправленням у човник.

## Види мотовил
Просте мотовило являє собою палицю завдовжки 1,5 м з розвилиною на одному кінці, і перекладиною на другому. Воно слугувало для перемотування пряжі з веретена у мотки, які надалі обробляли (вибілювали, фарбували). Палиця називалася держівно, розвилина — вилиці або ріжки, перекладина — вилок або перехрестя. Саме цей тип описаний у «Словарі Грінченка» як «мотовило». Довжина нитки, що виходила при обведенні її навколо мотовила, слугувала одиницею ліку пряжі і називалася «нитка». Три нитки складали чи́сницю, 10 чисниць — пасмо.
Найбільш поширеним типом є мотовило у вигляді обертового перехрестя, у «Словарі Грінченка» воно називається «витушка» (дещо складніший варіант був знаний як «самотока»). Його використовували для перемотування пряжі з мотків у клубки, зберігається досі як прилад для хатнього рукоділля. Складається з стільчика — основи у вигляді табурета (у деяких місцевостях замість стільчика використовували хрестовину з важких дощок) і штомпеля (у деяких місцевостях називалася нитка) — вертикальної стійки. Зверху на осі кріпляться хрестоподібно дві планки — бильця, на кінцях билець зроблено стрижні — коники (у деяких місцевостях вони називались качечки). Деякі види обертових мотовил можуть споряджуватися колесом з ножним приводом — аналогічним тому, яке приводить у дію самопрядку. Кількість пряжі, що можна було одразу намотати на мотовило-витушку, складала півміток — міру, що дорівнювала 25-30 пасмам. Два півмітки складали міток.
Існують й інші конструкції мотовила. Одна з них знана як «самотока»: складається з двох перехрестів, які називаються єрмами, кожне з яких утворене парою перехреснів (аналогами билець), кінці єрм з'єднані качками зі зазубами, місця перехрещування перехреснів (центри єрм) з'єднані розпіркою — розгоном, вся конструкція обертається на стрижні — сворні. Інша має вигляд двох закріплених на підставці-хрестовині вертикальних стійок, між якими розміщені два обертових вали, виконаних у формі дерев'яних дисків, з'єднаних стрижнями (див. фотографію мотовила з музею Ченстохови). Варіантом обертового мотовила є «мотовило-парасолька» (англ. umbrella swift) — замість звичайних билець воно має складну ґратчасту конструкцію, схожу на каркас парасольки.

## Схожі пристрої
Схожу конструкцію мають так звані «звія́шки» — прилад, вживаний колись у ткацькому виробництві для намотування ниток на шпулю човника. Вони складалися з квадратної підставки («підні́жя»), на протилежних кінцях якої вдовбані два стовпчики («стояки́»), на них зверху лежить вісь («вало́к»), на якій у просторі між стояками обертаються два коліщатка, зроблені з трьох дощечок («ли́ствиць»), розташованих зірчасто. Кінці листвиць одного коліщатка з'єднані з листвицями другого перемичками («ка́чками»), що кріпляться до кінців листвиць шворками. Таким чином, утворюється ґратчастий барабан на осі (конструкція схожа на згадане вище мотовило з музею Ченстохови). Нитки надівали на звіяшки, а потім намотували на шпулю за допомогою іншого приладу — ремісника.

## У культурі
Писанка з візерунком у вигляді літери «Т», а також сам орнамент знані як «мотовильце» — за схожість з формою простого мотовила.

## Забобони
- Уникали мотати пряжу вночі: «бо біля хати буде мотатися нечистий»[3].

## Інші значення

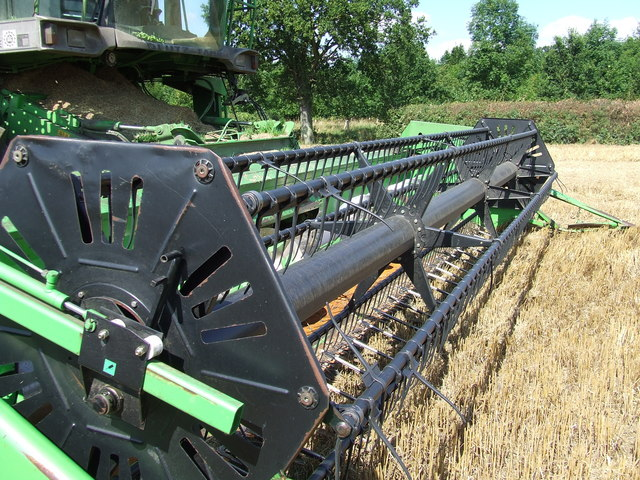
Мотовило комбайна

- Мотовило — вжиткова назва пластинки, куди намотують для зберігання рибальську волосінь
- Мотовило — кличка вола, що має звичку мотати головою під час запрягання[4]
- Мотовило — машина для змотування прокатного матеріалу в рулони[2].
- Мотовило — частина жниварки або зернозбирального комбайна, що нахиляє до різального апарата стебла трави, злаків та укладає їх на транспортер[2].